# Воробьёв, Валерий Александрович
Вале́рий Алекса́ндрович Воробьёв (укр. Валерій Олександрович Воробйов; 14 января 1970, Днепропетровск, Украинская ССР) — советский и украинский футболист, вратарь. Выступал за сборную Украины.
За сборную Украины сыграл 6 матчей. Дебют состоялся 26 августа 1994 года в товарищеском матче со сборной ОАЭ.
В чемпионате России из 119 проведённых матчей в 34 отстоял «на ноль».
В Кубке России провёл 8 матчей, пропустил 12 голов.
В еврокубках сыграл 9 матчей, пропустил 7 голов.

## Достижения
- Бронзовый призёр Чемпионата России (1): 2000